# Festung Babylon (Ägypten)

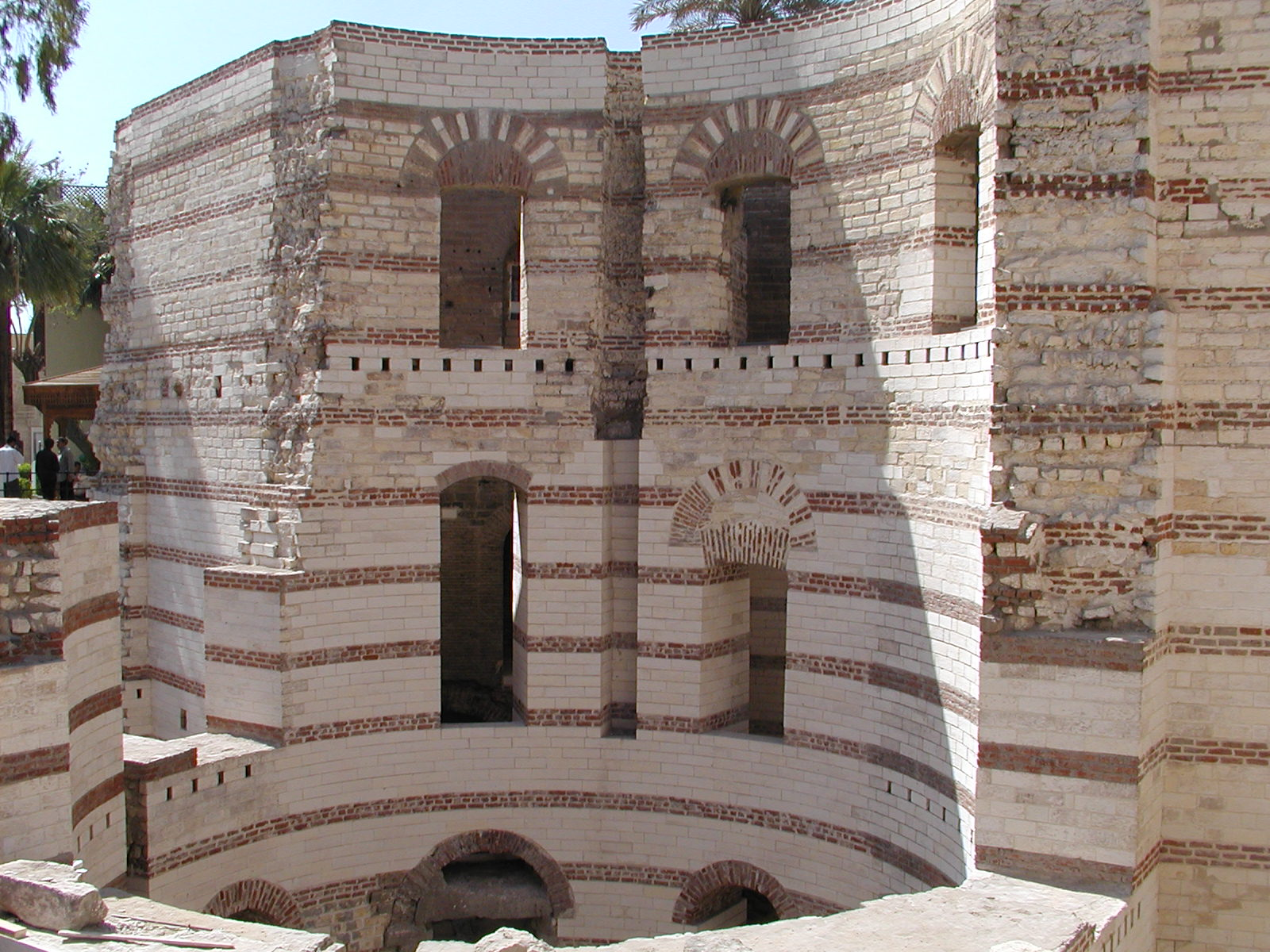
Heutige Mauerreste eines Turmes der Festung Babylon

Die Festung Babylon war eine antike römische Militäranlage in Ägypten am Übergang vom oberen Niltal zum Nildelta, unmittelbar an der Abzweigung eines Kanals, der den Nil mit dem Roten Meer verband. Wegen dieser strategisch wichtigen Lage gründeten die islamischen Eroberer Ägyptens ab dem Jahre 642 in der Umgebung von Babylon ihre neue Hauptstadt, die Garnisonsstadt al-Fustat, während die bestehende christlich-jüdische Bevölkerung in der Festung Babylon wohnen blieb. Al-Fustat wuchs im Frühmittelalter zu einer bedeutenden Metropole heran, zusammen mit weiteren Palast- und Garnisonsstädten späterer Herrscherdynastien (al-Askar, al-Qata’i, al-Qahira) entstand daraus die ägyptische Hauptstadt und heutige Weltstadt Kairo. Auf dem Gebiet der ehemaligen Festung Babylon, heute „Altkairo“ genannt, stehen viele bedeutende Denkmäler der christlich-jüdischen Kultur Ägyptens aus der Zeit vor dem Islam. Besucher können hier koptische und orthodoxe Kirchen, Klöster und einen Friedhof, das Koptische Museum und eine Synagoge besichtigen.

## Altes Ägypten
Zur Zeit des pharaonischen Ägypten befand sich an der Stelle der späteren römischen Festung ein Vorort von Heliopolis, der als Nilhafen diente. Heliopolis war im alten Ägypten eines der wichtigsten religiösen Zentren. Die Griechen nannten diese Hafenstadt „Nilopolis“, die ägyptische Bezeichnung lautete „Haus des Nils von Heliopolis“. Aus der ägyptischen Originalbezeichnung „P(er)-hapu-l'on“ leitet Hans Bonnet den Namen „Babylon“ ab.
Babylon war in pharaonischer Zeit nur eine Außenstelle und Hafenanlage des religiösen Zentrums Heliopolis, hatte aber als Stadt durchaus eine eigene religiöse Identität und mythologische Verortung. So gilt Babylon als Kultstätte des Gottes Sepa, der in Gestalt eines Tausendfußes verehrt und später mit Osiris verschmolzen wurde. Als erdhausendes Tier galt Sepa als chthonische Gottheit, also der Unterwelt zugehörig. Bei Babylon befand sich eine Kultstätte, die „das Haus des Tausendfußes“ genannt wurde. Sie erlangte eine gewisse Bedeutung, weil sich ihr Kult an die Vorstellung einer Quelle des „unterägyptischen Nils“ in „einer tiefen Höhle“ bei der nahegelegenen Nilinsel Roda im „Haus des Nils“ anlehnte. Dieses „Haus des Nils“ war benachbart oder identisch mit dem „Haus der Neunheit“ (siehe Neunheit von Heliopolis) oder „Haus der Urzeitlichen“ bei Babylon.

Der altägyptische Gott Sepa in Hieroglyphenschrift: 
| O34 · Q3 | G40 | A | L5 |

Der griechische Autor Strabon berichtet in seinen Geographika (XVII 812) später, dass in Babylon auf heliopolitanischem Gebiet der κῆβος (kēbos), eine Meerkatzenart, heilig gehalten worden sei.
Der im Mythos bedeutende und schon in den Pyramidentexten erwähnte Streit zwischen Horus und Seth hat in den Augen der alten Ägypter bei Babylon stattgefunden, an einem Ort, der „Kampfplatz“ (ägyptisch: Cheri-aha) genannt wurde.
"Cheri aha" Kampfplatz, in der Schreibweise der Pyramidentexte (Pyramide des Pepi I.):
| T28 | D34 | O49 |

Die Verwendung des Sinnzeichens (Determinativ) für „Stadt“ deutet an, das es sich nicht um eine allgemeine Bezeichnung, sondern um einen speziellen Ortsnamen handelte.

## Römische Besatzung

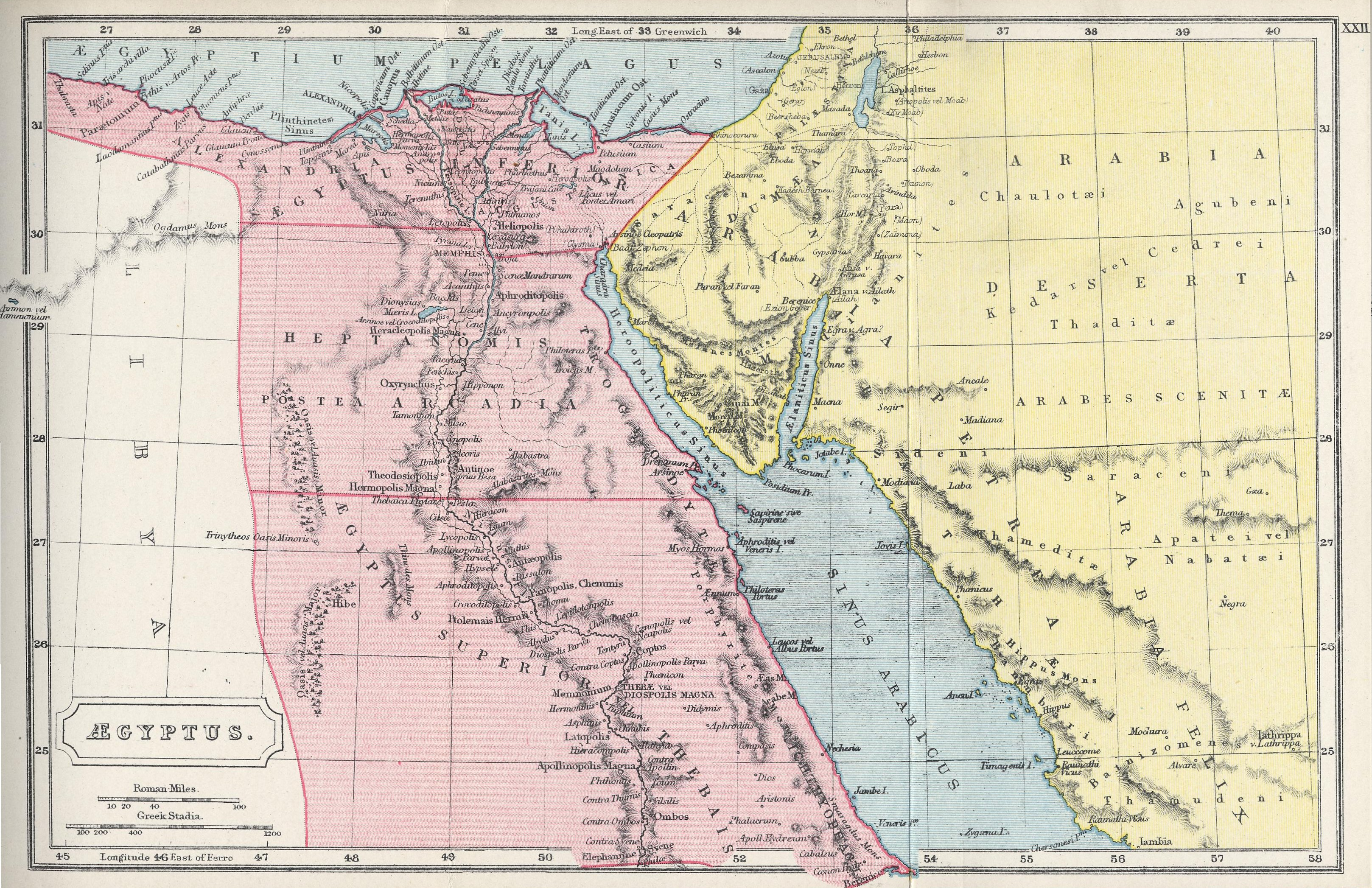
Ägypten als römische Provinz

Der römische Feldherr Octavian, der spätere Kaiser Augustus, übernahm die Macht in Ägypten nach seinem Sieg über das Herrscherpaar Marcus Antonius und Kleopatra VII. Im Jahre 30 v. Chr. wurde Ägypten römische Provinz und Militärstandort (Aegyptus). Hauptaufgabe der Legionen war die Sicherung der Getreideversorgung, denn Rom war bald abhängig von den reichen Getreidelieferungen aus Ägypten.

### Legionen und ihre Standorte
Der griechische Autor Strabon berichtet (Geographika XVII 1,12), dass während der Regierungszeit des Augustus drei Legionen in Ägypten stationiert gewesen seien. Standorte waren Alexandria, Babylon und vermutlich Luxor. Es handelte sich wahrscheinlich um die Legio III Cyrenaica und die Legio XXII Deiotariana, die dritte ist unbekannt. Welche davon in Babylon stationiert war, ist nicht belegt.
Im Jahre 23 n. Chr. gab es nur noch zwei Legionen in Ägypten, Mitte des 2. Jahrhunderts nur noch die Legio II Traiana fortis. Für keine dieser Legionen ist als Standort Babylon erwähnt.
Die Notitia dignitatum, ein spätrömisches Staatshandbuch aus dem späten 4. oder frühen 5. Jahrhundert, listet explizit die Legio XIII Gemina am Standort Babylon.

### Militäranlage Babylon

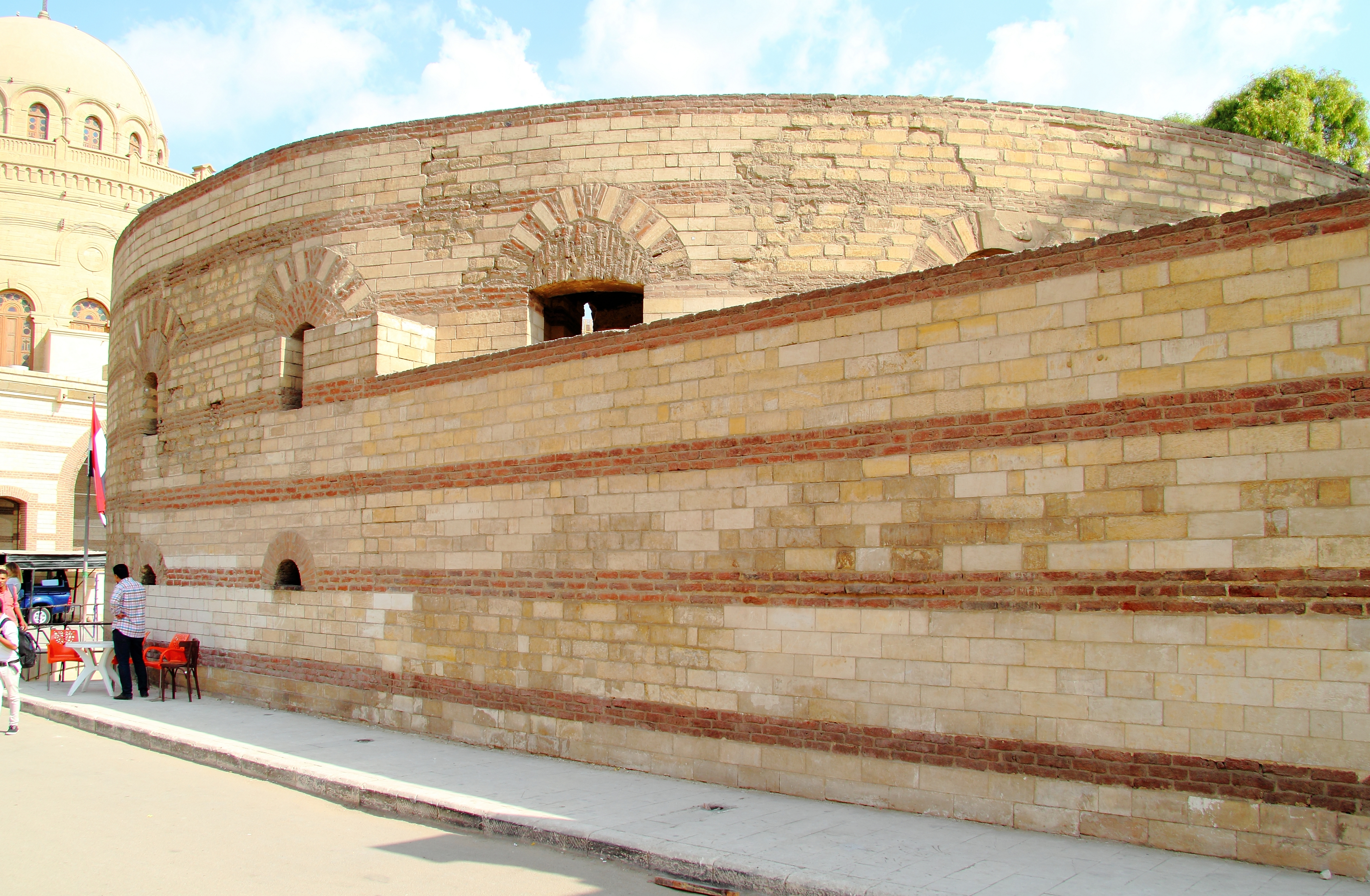
Römische Mauer der Festung Babylon

Archäologische Ausgrabungen in den Jahren 2000 bis 2006 zeigten für Babylon architektonische Reste vom 6. Jahrhundert v. Chr. bis zum heutigen Tage. Wichtige Funde waren die massiven Steinmauern am Kanal, der den Nil mit dem Roten Meer verband, und der dazu gebaute Hafen, beides errichtet von Kaiser Trajan im Jahre 110 n. Chr. Um den Hafen und den Kanal baute Kaiser Diokletian im Jahre 300 n. Chr. die römische Festung Babylon mit den heute noch sichtbaren dicken Mauern und Befestigungstürmen. Typisch römisch ist dabei die Mauertechnik mit dem Ziegeldurchschuss.
Nach dem Untergang Westroms (476 n. Chr.) wurde Ägypten und damit auch Babylon Teil des oströmischen bzw. Byzantinischen Reiches (Ostrom). Zeitweilig konnten die persischen Sassaniden im Jahre 619 unter Chosrau II. Ägypten erobern und besetzen. In den Jahren 629/630 eroberte der byzantinische Kaiser Herakleios Ägypten zurück.

## Islamische Eroberung

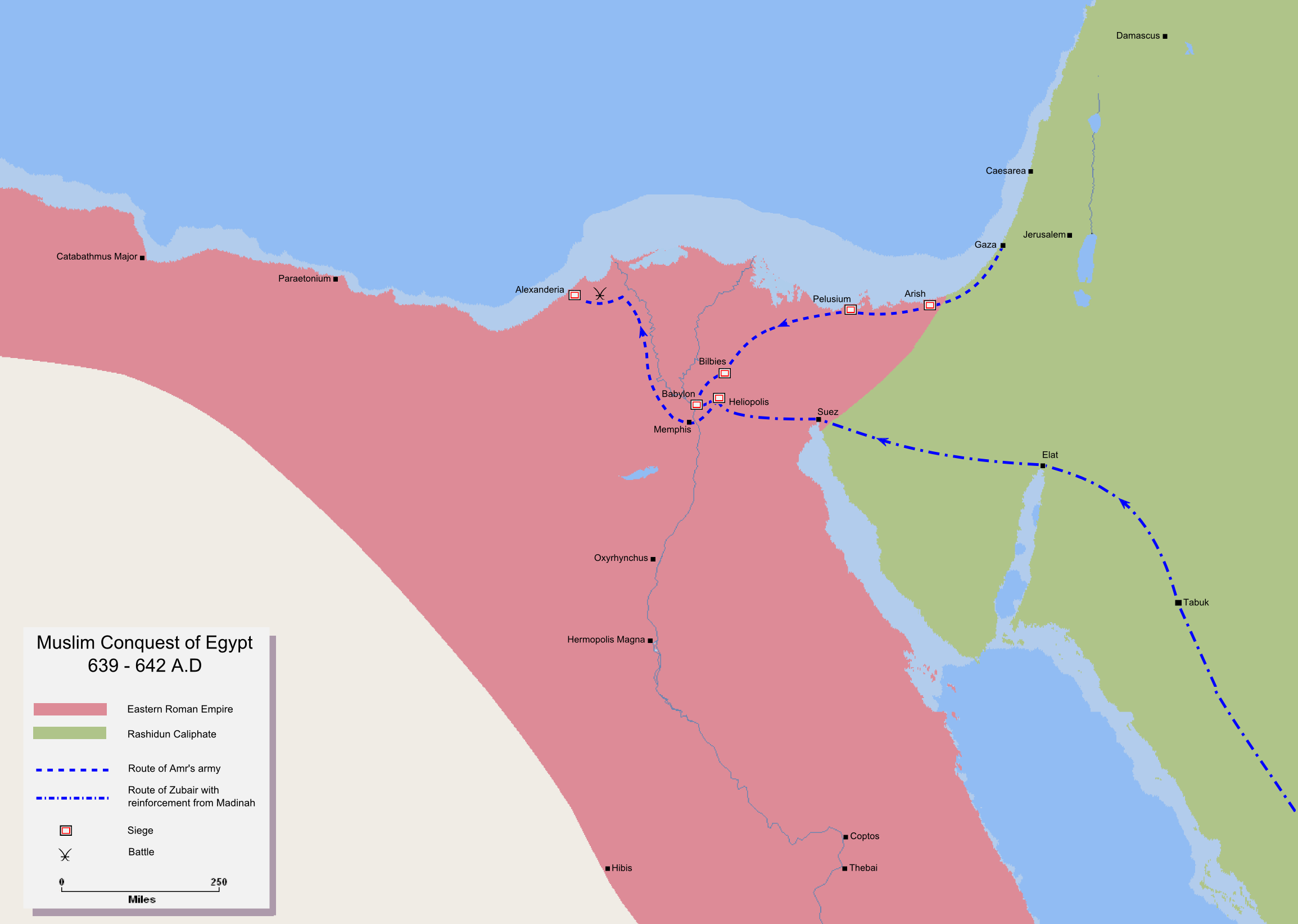
Die islamische Eroberung Ägyptens

Im frühen 7. Jahrhundert n. Chr. lagen die beiden spätantiken Großmächte Byzanz (Ostrom) und das persische Sassanidenreich in langandauernden, heftigen Kriegen, die zu einer weitgehenden militärischen Erschöpfung beider Seiten führten. Dies begünstigte den Aufstieg des jungen arabisch-islamischen Reiches, das unter der Führung des Propheten Mohammed weite Teile der arabischen Halbinsel erobert hatte und unter den frühen Kalifen weiter expandierte. Nach der Schlacht am Jarmuk konnten dem Byzantinischen Reich Syrien und Palästina entrissen werden. Nahezu gleichzeitig wurden unter der Führung des Kalifen ʿUmar ibn al-Chattāb die großen, reichen und kulturell bedeutenden Länder Persien und Ägypten angegriffen.
Im Dezember 639 machte sich der muslimische Feldherr ʿAmr ibn al-ʿĀs mit einer Angriffsarmee von rund 4.000 Mann von Medina nach Ägypten auf den Weg. Zuerst wurden die Städte Pelusium und Bilbeis erobert, woraufhin mehrere Gefechte mit den byzantinischen Truppen folgten. Die Byzantiner zogen sich in die mächtige Festung Babylon zurück, wo im Mai 640 die Muslime eintrafen. Während der mehrmonatigen Belagerung wurden weitere Ortschaften im Niltal und das Fayyum erobert, die Festung Babylon aber leistete heftigen Widerstand. Verhandlungen zwischen den Kriegsparteien führten zu keinem Ergebnis. Schließlich wurde die Armee der Muslime durch Verstärkung von der arabischen Halbinsel von 4.000 auf 12.000 Mann vergrößert. So konnten die Mauern von Babylon überwunden und die Festung im April 641 erobert werden.
Im September 641 wurde Alexandria, die byzantinische Hauptstadt Ägyptens, mit weiterer Unterstützung von der arabischen Halbinsel eingenommen. Sukzessive besetzten die arabischen Truppen ganz Ägypten und nahmen die Eroberung des restlichen Nordafrikas in Angriff.
Nun stellte sich die Frage, wo die islamische Hauptstadt Ägyptens eingerichtet werden sollte. ʿAmr ibn al-ʿĀs setzte auf das reiche und luxuriöse Alexandria, das seit den Zeiten Alexanders des Großen, also seit über 950 Jahren, Hauptstadt gewesen war. Aber es gab militärische Bedenken. Die Hafenstadt am Mittelmeer war byzantinischen Gegenangriffen ausgesetzt. Außerdem wollte Kalif Umar auch nicht zulassen, dass sein Heer in Zeiten der Nilschwemme monatelang von der arabischen Halbinsel abgeschnitten war. Er optierte für eine Lösung auf dem östlichen Nilufer. Die Festung Babylon lag auf dem östlichen Ufer und hatte exzellente Verkehrsverbindungen nach Asien. So entstand vor der Festung Babylon, die hauptsächlich von Christen und Juden bewohnt wurde, das neue Heerlager al-Fustat für die muslimischen Eroberer.
Al-Fustat entwickelte sich in Zusammenhang mit Babylon von einem Heerlager zu einer bedeutenden mittelalterlichen Metropole und Handelszentrum mit Hochhäusern in enger Bebauung. Weitere Herrscherdynastien errichteten gemäß ihren Bedürfnissen weitere Palast- und Garnisonsstädte weiter nördlich und östlich. Die Abbasiden schufen „al-Askar“, die Tuluniden „al-Qata'i“ und die Fatimiden im 10. Jahrhundert schließlich „al-Qahira“, das namengebend für die Hauptstadt Ägyptens werden sollte. Alle diese Siedlungen wurden im 12. Jahrhundert von Sultan Saladin mit einer Mauer umgeben und somit zu einer Einheit zusammengefasst. So entstand das moderne Kairo. Vom 12. bis zum 14. Jahrhundert war „Babylon“ eine Bezeichnung für Kairo und „Babylonien“ für seine Umgebung (Oberägypten).
Al-Fustat wurde noch im Mittelalter zerstört und ist heute eine Ruinenstätte, von der noch die Moschee des ʿAmr ibn al-ʿĀs zu sehen ist. Al-Askar ist heute vollständig unter der modernen Bebauung verschwunden und nicht mehr zu erkennen. Von der Tuluniden-Stadt al-Qata'i steht innerhalb der modernen Bebauung noch die Ibn-Tulun-Moschee. Al-Qahira wurde in der Mamlukenzeit zu einem Handelszentrum und ist heute das quirlige Bazarviertel Kairos (Khan il-Khalili).
Babylon ist heute als „Altkairo“ ein Kulturzentrum der christlich-koptischen und jüdischen Kultur Kairos und eine touristische Attraktion.

## Altkairo als touristische Attraktion

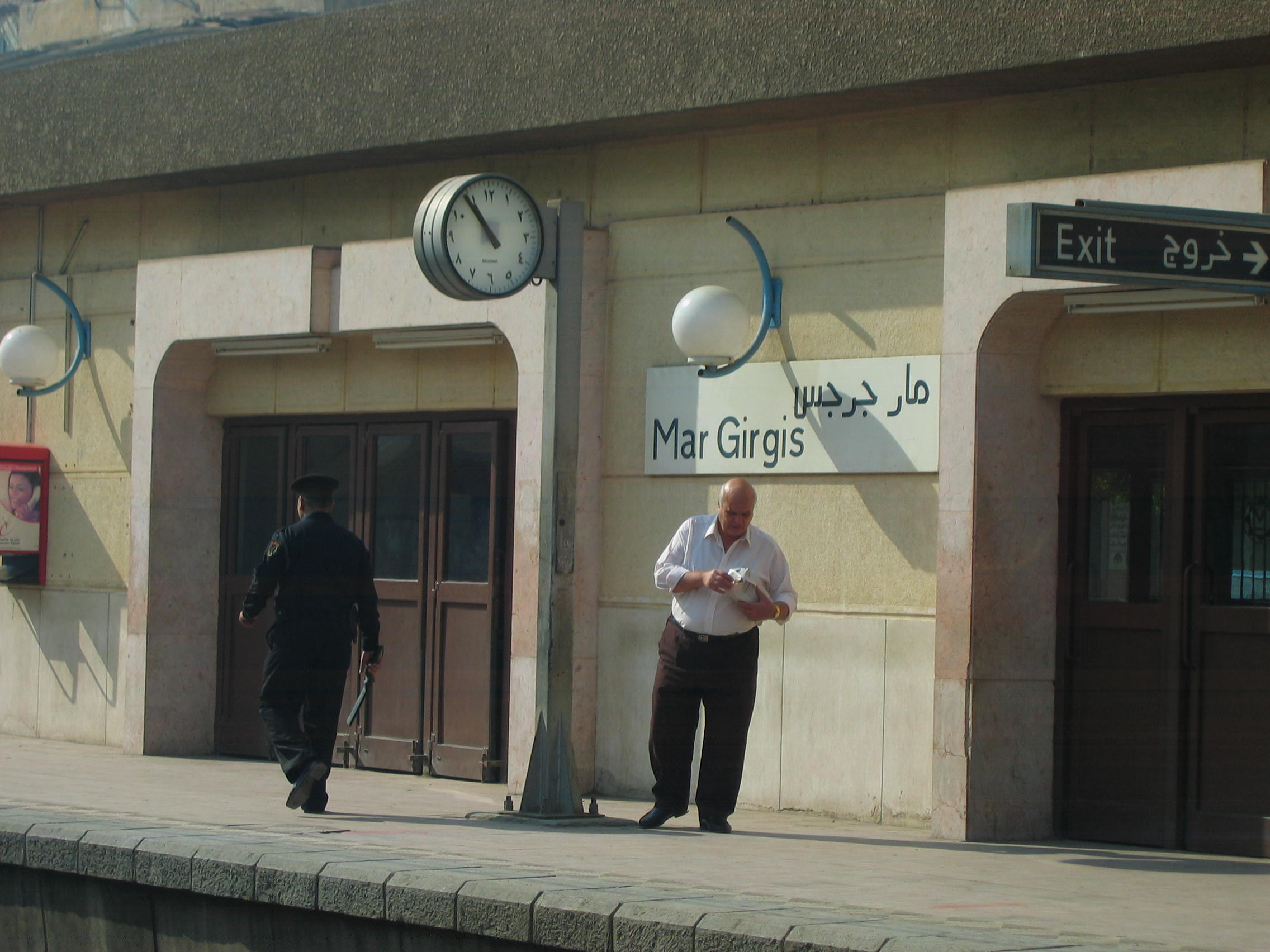
U-Bahnhof Mar Girgis, Linie 1
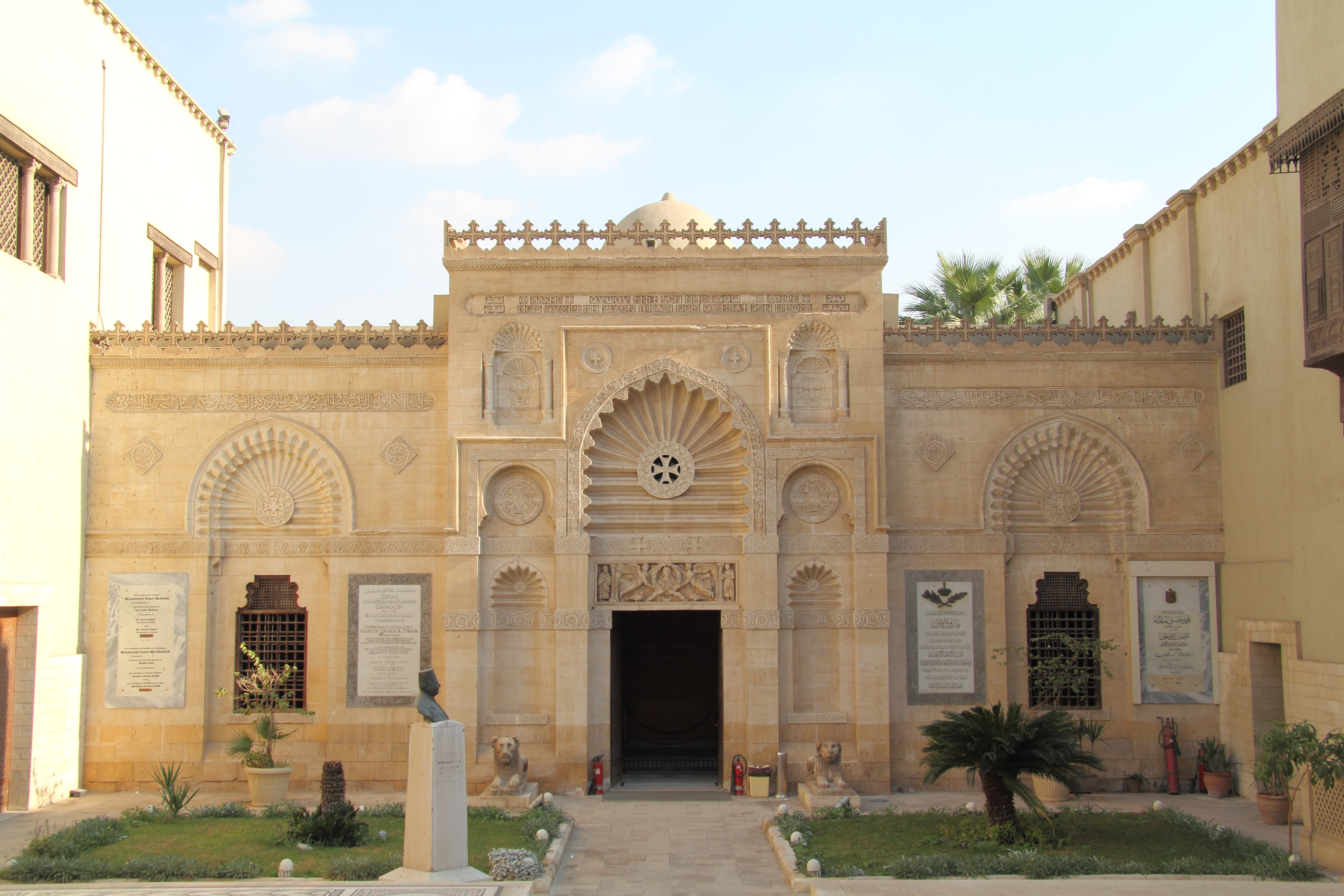
Koptisches Museum (Kairo)
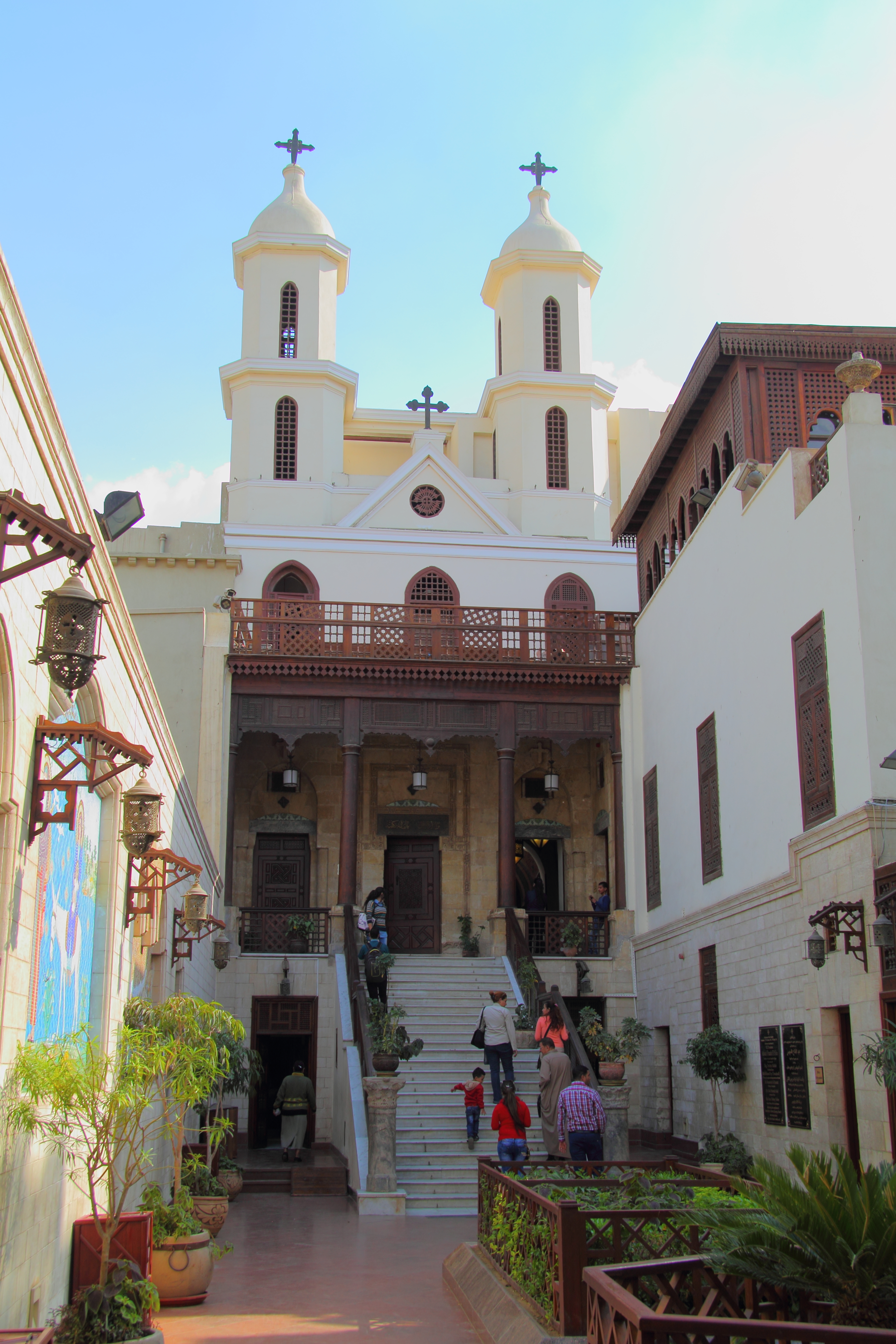
Die Hängende Kirche
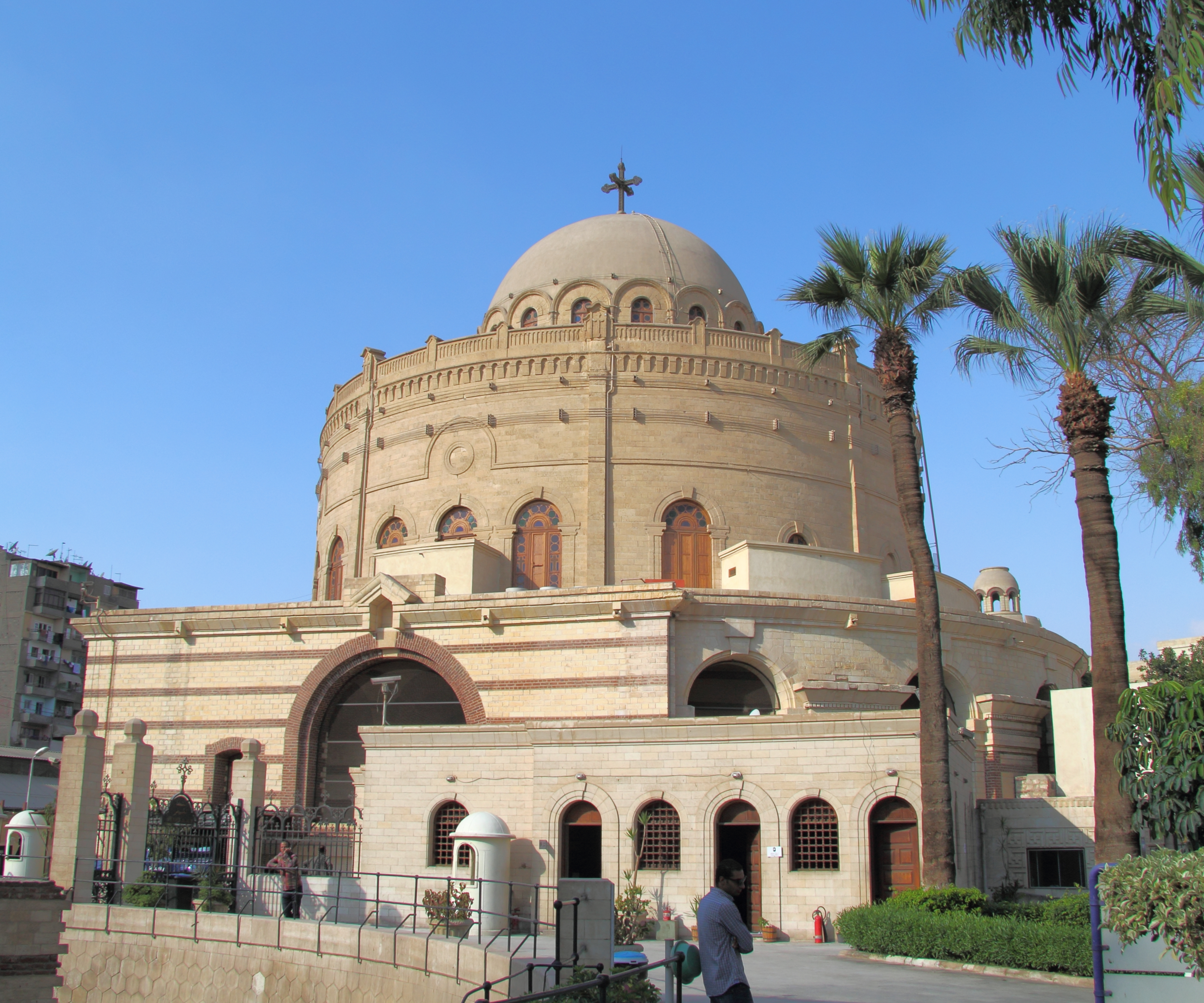
Griechisch-orthodoxe Kirche St. Georg
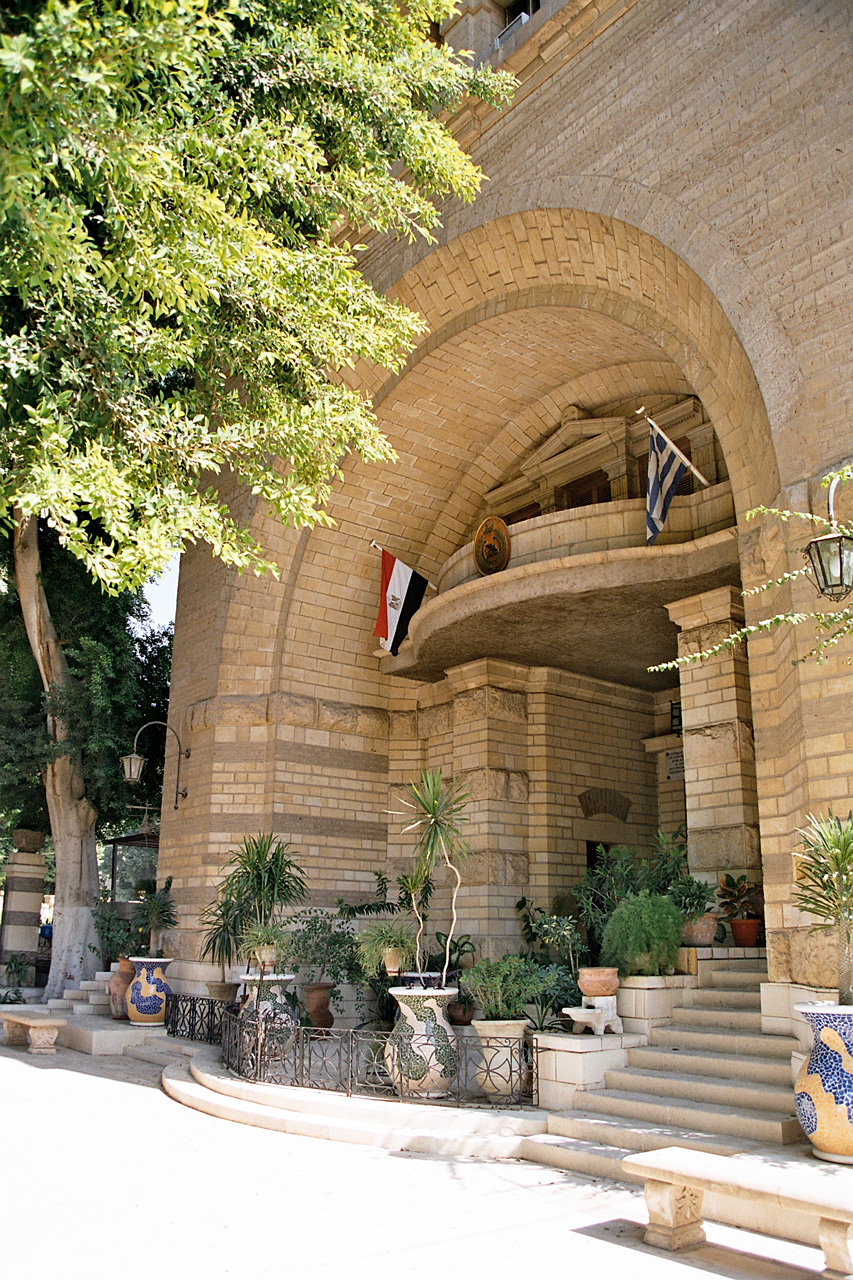
St.-Georgskonvent
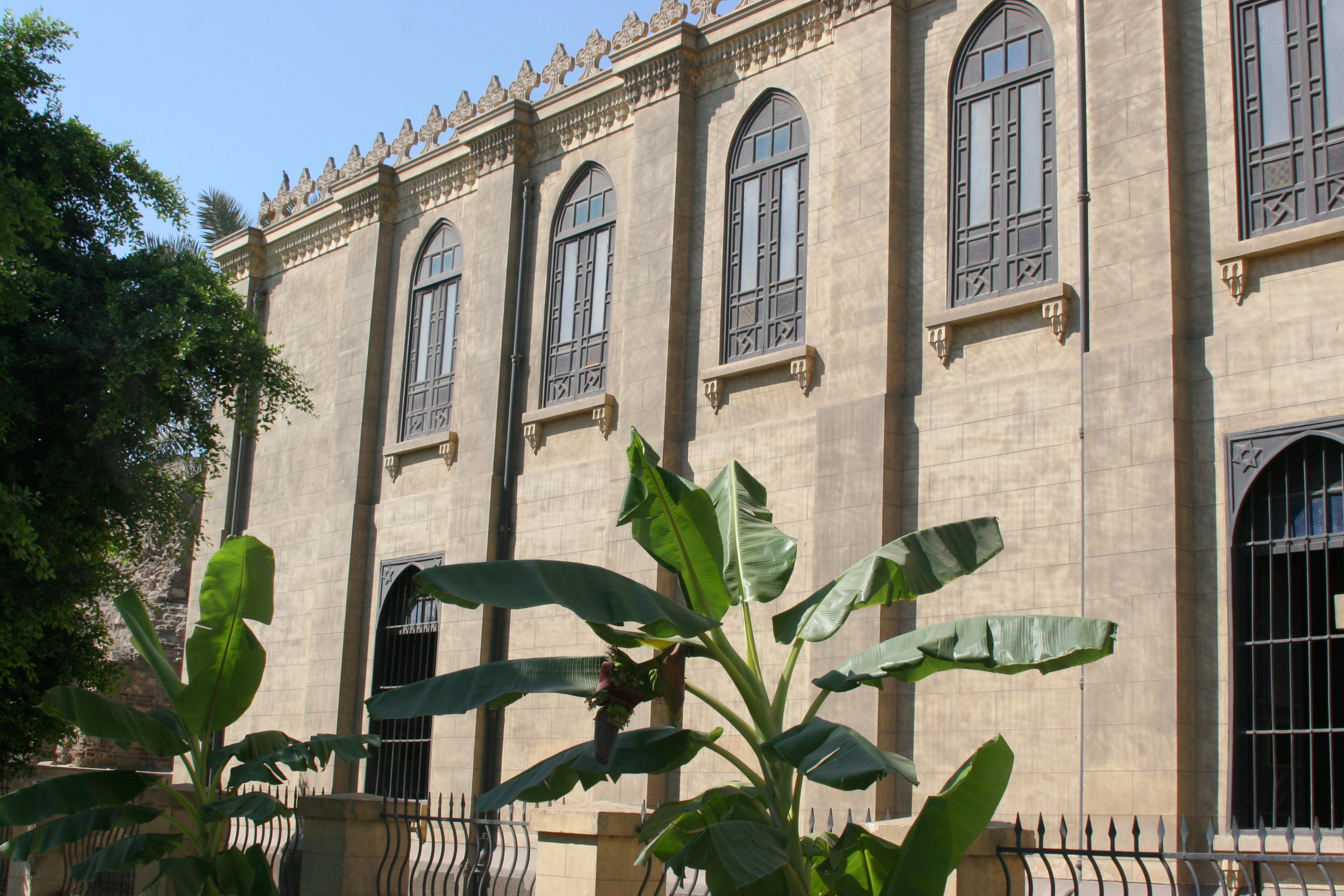
Ben-Esra-Synagoge
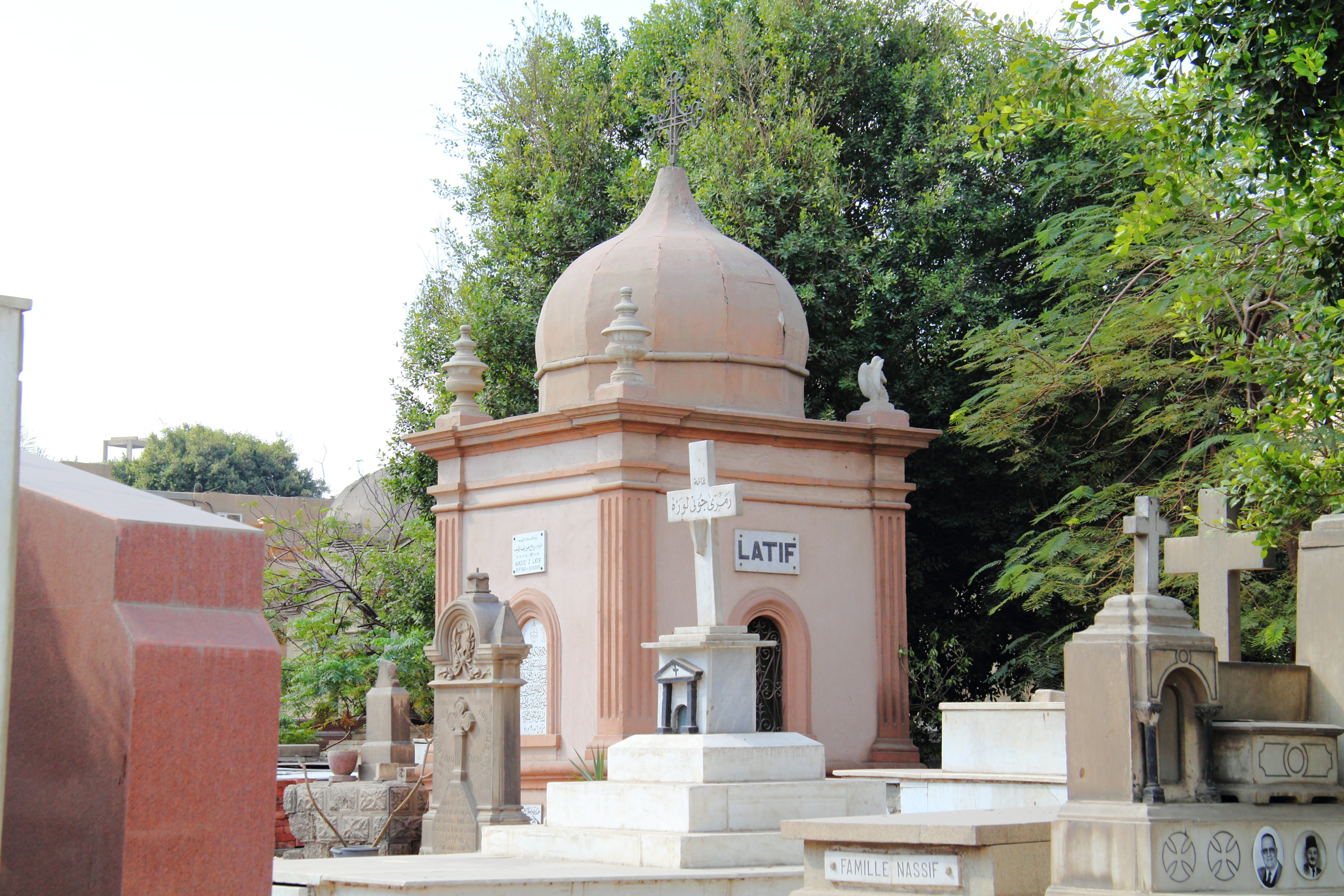
Koptischer Friedhof

Altkairo ist heute viele Kilometer vom modernen Stadtzentrum Kairos entfernt und mit der Metro Kairo, Linie 1, Station „Mar Girgis“ (deutsch: St. Georg), an den Personennahverkehr angeschlossen. Für Besucher zugänglich sind heute verschiedene Sehenswürdigkeiten:
- Koptisches Museum
- Hängende Kirche (al-Muʿallaqa)
- St.-Georgskirche
- St.-Georgskonvent
- St.-Sergiuskirche
- St.-Barbarakirche
- Kirche der heiligen Jungfrau
- Ben-Esra-Synagoge